# Homoroselaps lacteus
Homoroselaps lacteus är en ormart som beskrevs av Carl von Linné 1758. Homoroselaps lacteus ingår i släktet Homoroselaps och familjen Atractaspididae. Inga underarter finns listade i Catalogue of Life.
Denna orm förekommer i Sydafrika.